# Ян Юньсун
Ян Юньсун (楊筠松, 20 квітня 834 —904) — один із засновників географії і основоположників геомантії (феншуй), творець її найважливішого і найбільш популярного спрямування — «методів форм», «течії гостроверхих гірських рельєфів», «цзянсійскої течії».

## Життєпис
Народився 20 квітня 834 року. Місце народження невідоме: за одними відомостями — це м. Доучжоу (сучасний повіт Синьі провінції Гуандун) або Цяньчжоу (сучасне Юйду провінції Цзянсі). Про його життя мало відомостей. З 880 року керував географо—геомантичним відомством «принципів землі» (ділі) в імператорській обсерваторії (лінтай), дослужившись до звання сановника першого рангу — «великого мужа світлих заслуг із золотою печаткою на пурпурному шнурі» (цзиньцзи гуанлу дафу). Під час заколоту Хуа Чао у 884 році втік у землі на південь від Янцзи. Після цього 25 років провів на південному сході, в повітах Юйду, Нінду і Сінго провінції Цзянсі, де пішов у народ і мандрував по горам, повністю віддавшись геомантії і створенню цзянсійської школи. Викладав в храмі на горі Янсяньлін (хребет Безсмертного Яна) в південно-східній околиці м. Ганьчжоу (Цзянсі), в якому збереглися побудовані за його планами споруди. Визначив місце власної могили, яке на його честь було назване дамбою пана Яна (Янгунба) в селі Куаньтяньсян повіту Юйду. Тепер затоплене р. Мейцзян.

## Діяльність
Займався дослідженням початків і кінців, напрямків та положень енергетичних потоків (силових ліній), відображених в рельєфі місцевості, в особливості взаємних відповідностей «драконів» (лун — гірських височин, енергетичних каналів), поглиблень, печер (сюе — енергетичних точок), пісковиків (ша) і вод.
Відзначав еволюцію геомантичного компасу (лоцзин): від «переднебесного» (сяньтянь) позначення 12 напрямків до «післянебесного» (хоутянь) застосування 22 циклічних знаків «небесних стовбурів і земних гілок» (ганьчжі). Розглядав енергетику «драконових жил» (лунмо) як гірські утворення, класифікованих за допомогою даоської категорії «дев'яти зірок» (цзюсін) сузір'я Бей-доу (Північний Ківш — Велика Ведмедиця) — семи основних і двох прихованих. Досліджував устрій поховань, виводив геомантію жилих осель (янчжай) з геомантії кладовищ (іньчжай). Згідно з загальним уявленням про ландшафт як «гори і води» (шаньшуй) їм надавалася особлива значимість.

## Твори
«Ханьлун цзин» («Канон приголомшливих драконів»), «Саньши лю луншу» («Книга 36 драконів»), «І лунцзин» («Канон дивних драконів»), «Цин нанцзин» («Канон зелено-синього мішка Всесвіту»), « Шиер чжанфа» («Методи дванадцяти опор»), «Тяньюй цзін» («Канон небесного нефриту»), «Юйчі цзин» (« Канон нефритового аршину»).